# 국민당 (1912년 중국)
국민당(國民黨)이란, 1912년 8월 25일에, 쑨원, 황흥, 쑹자오런 등이, 중국 동맹회를 모체로서 결성한 중화민국의 정당을 말한다. 이 정당은 쑹자오런이 중추적인 역할을 했으며 1913년 위안스카이에 의해 강제해산 당했다. 덧붙여 1919년 10월에 결성되어 오늘날 중국국민당과는 이름만 유사한 별개 정당이다.

## 같이 보기
- 쑹자오런
- 쑨원
- 신해혁명
- 제2차 혁명
- 중화 혁명당
- 중국 국민당
- 중화민국의 역사